# Liangxinbu
Liangxinbu (kinesiska: 良心堡, 良心堡镇) är en köping i Kina. Den ligger i provinsen Hunan, i den södra delen av landet, omkring 130 kilometer norr om provinshuvudstaden Changsha. Antalet invånare är 31627. Befolkningen består av 15 840 kvinnor och 15 787 män. Barn under 15 år utgör 13,0 %, vuxna 15-64 år 75 %, och äldre över 65 år 11,0 %.
Genomsnittlig årsnederbörd är 1 739 millimeter. Den regnigaste månaden är maj, med i genomsnitt 294 mm nederbörd, och den torraste är december, med 38 mm nederbörd.